# SM-2-1舰炮
СМ-2-1舰炮是苏联第二代130毫米舰炮，双联装，高平两用。是科特林级驱逐舰主炮。

## 历史
该炮的设计开始于1943年9月2日。1944年4月25日批准了技术要求。由Е. Г. Рудяка领导下的特种机器制造设计局 (ЦКБ-34)承担系统设计。1944年2月3日提交了初步设计。参考了德国105毫米SKC-33炮的设计。232厂承担弹道试验，为此建造了专用的装备。190厂制造了装弹机。1948年9月2日安装了原理炮。232厂制造的首批样炮于1949年4月5日至5月30日、10月20日至12月1往日通过了两阶段的工厂试验。1949年9月28日苏联部长会议以4183-1730号文件批准了该炮在232厂量产。1950年5月10日至8月5日、1950年11月24日至1951年3月10日通过了两阶段的国家试验。 1951年通过试验修订的样炮安装在41型不惧级驱逐舰随舰海试，至1955年1月，1955年2月17日正式通过试验。后又安装在56型科特林级驱逐舰“平静”号，于1955年8月8日至9月8日在芬兰湾，1955年12月3日至16日在塔林附近的波罗的海4-5级严重海况完成了海试。1957年10月1日，苏联部长会议批准该炮服役。单价6490000卢布。由布尔什维克工厂（232厂）于1950年至1957年生产了51套；Старокраматорский机械厂于1952-1954年生产了14套，共计65套。1艘41型驱逐舰、28艘56型驱逐舰安装了此炮，共计58套。

## 技术
该炮有三轴稳定系统。全封闭炮室。液压复进机。炮管海水冷却。水平楔型炮闩。
射击指挥系统为“射击-56”（Сфера-56）。其核心是1-УМ (ЦАС-УМ)机电式计算机，可对17.5海里内60节以下水上目标、15公里以内300m/s以下的空中目标解算跟踪火控。
- 口径130毫米
- 倍径57.6
- 全长7490毫米
- 身管长7050毫米
- 炮塔长3840毫米
- 炮身重4993.4kg
- 炮塔全重57.325吨
- 旋转部分全重52.929吨
- 旋转机构重8.5吨
- 被稳定部分全重45.0吨
- 稳定机构重3.88吨
- 三轴稳定部分重17.37吨
- 表面长度7118毫米
- 表面宽度4450毫米
- 炮塔高3550毫米
- 旋转半径5300毫米
- 装甲炮塔旋转半径3800毫米
- 后座距离630毫米
- 前装甲厚度20毫米
- 侧装甲与顶部装甲厚度10毫米
- 后部装甲厚度8毫米
- 炮组19人（自动装填）或21人（手动扬弹），其中炮室内7人
- 膛线长5927毫米
- 射程27.764千米
- ОФ-42弹重33千克（战斗部15.3千克，装药2.49千克）
- 初速950米/秒
- 方向射界±185度
- 高低射界−7° 35’到+81° 46’
- 单管射速：12发/分 （电动装填），15发/分（机械装填）

炮塔转速：10秒/180° 
主炮初速：950mps  
主炮弹重：33.4kg  

## СМ-4型岸炮
СМ-4-1岸炮1951年10月29日苏联政府批准投产。全重18.45吨，控制系统为莫斯科-ЦН和“Залп齐射”Б1雷达，共生产143门，1984年1月1日尚有140门（32门现役，108门储备），部署于勘察加、南千岛群岛、萨哈林岛、符拉迪沃斯托克、外高加索、克里米亚。

## СМ-62舰炮
1955年开始研制的全自动版本，计划装备后期的科特林级驱逐舰与斯维尔德洛夫级巡洋舰。

## 在中国的发展
1959年2月4日，中苏双方代表苏振华与阿尔希波夫在莫斯科正式签订了《关于在中国海军制造舰艇方面给予中华人民共和国技术援助的协定》，即《二四协定》，引进了56型“科特林级驱逐舰”的SM-2-1型舰炮的技术资料。
- 1966年式双联装130毫米岸炮，简称“66式双130岸炮”。
- 1976年式双联装130毫米舰炮